# Ornbau
Ornbau – miasto w Niemczech, w kraju związkowym Bawaria, w rejencji Środkowa Frankonia, w regionie Westmittelfranken, w powiecie Ansbach, wchodzi w skład wspólnoty administracyjnej Triesdorf. Leży około 15 km na południe od Ansbachu, nad rzeką Altmühl, przy drodze B13 i linii kolejowej Monachium – Würzburg.

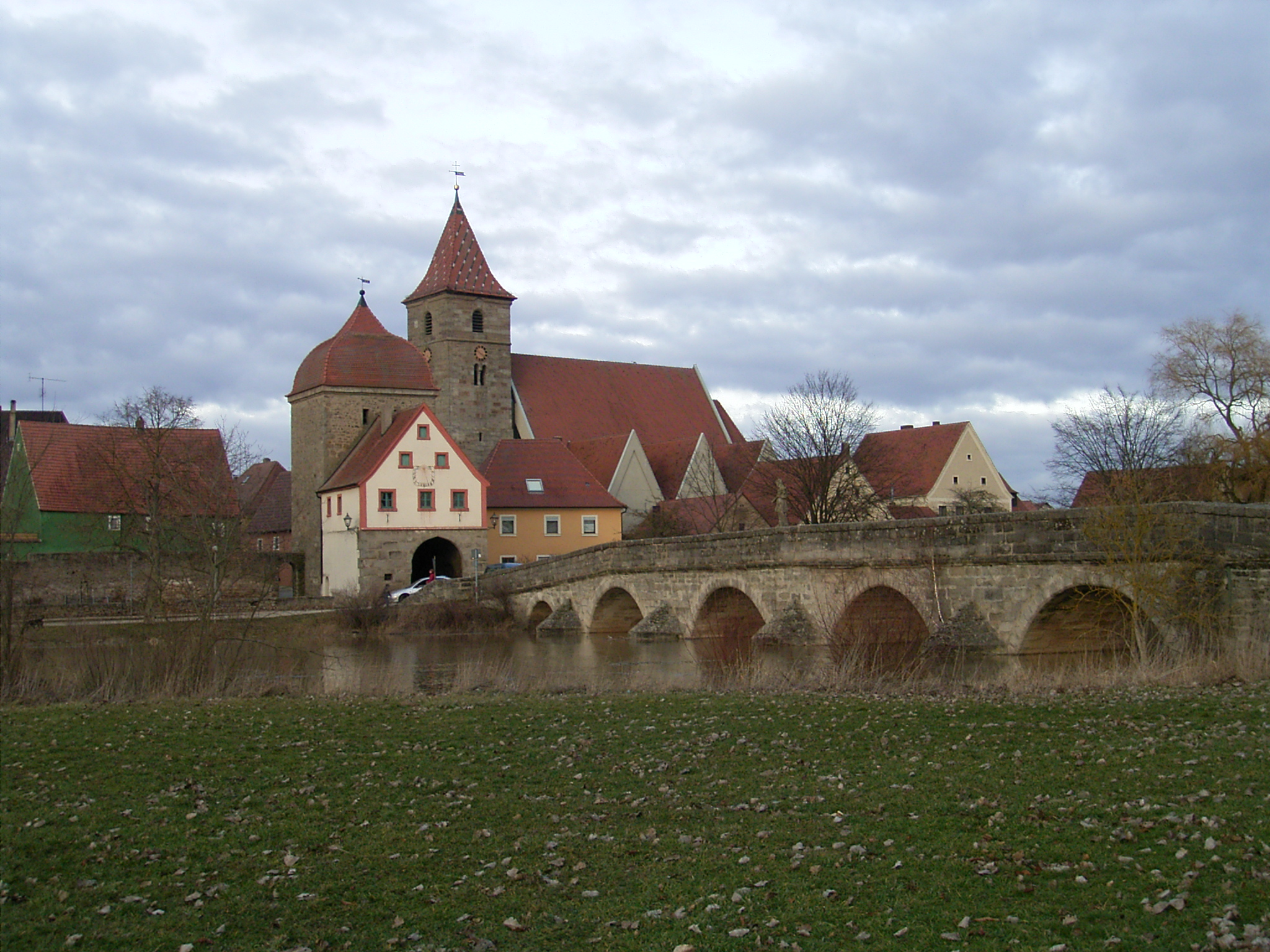
Ornbau i most nad Altmühl